# Catharina du Bois
Catharina du Bois (geboren vor 1744; gestorben 6. Januar 1776 in Den Haag) war eine niederländische Malerin von Stillleben.

## Leben
Über die Familie und das frühe Leben von Catharina du Bois ist nichts bekannt. Die erste überlieferte Erwähnung von Du Bois ist der Ehevertrag, der am 1. November 1744 geschlossen wurde. Sie heiratete am 15. und 17. November 1744 in Den Haag den Maler und Autor Pieter Johannes van Cuyck de Jonge (1720–1787). Die kirchliche Trauung fand in der römisch-katholischen Kapelle des französischen Botschafters in der Casuariestraat und die standesamtliche Trauung im Rathaus statt. Ein Sohn, Petrus Christianus wurde 1745 getauft, er starb als Kleinkind, die Tochter Carolina Petronella wurde 1749 geboren, eine weitere Tochter Francisca Maria 1755. In den Heiratsregistern wird Catharina „Poirier du Bois“ genannt und bei der Taufe ihrer ältesten Tochter „Maria Catharina Farié du Bois“.
Über die Werke von Catharina du Bois schrieb Pieter Terwestens der Schreibführer des Künstlerbundes Confrérie Pictura im Jahr 1776, dass „Catharina du Bois zu ihrer Zeit zu deren Freude so schöne Blumen malte und Früchte, dass sie damit größeren Erfolg und Ruhm erlangt hätte, wenn sie damit weitergemacht und es nicht einige Jahre vor ihrem Tod völlig aufgegeben hätte“. Catharina muss daher eine verdienstvolle Malerin von Blumen- und Früchtestillleben gewesen sein. Allerdings ist ihr heute kein Werk mehr zuzuordnen.
Laut Terwesten starb Catharina du Bois am 6. Januar 1776. Sie wurde im Grab der Familie Van Cuyck in der Kloosterkerk begraben.